# Francesco D'Onofrio (calciatore)
Francesco D'Onofrio (Liegi, 6 ottobre 1990) è un ex calciatore belga, di ruolo difensore.

## Biografia
È figlio di Dominique D'Onofrio, ex allenatore dello Standard Liegi nonché ex calciatore di origini italiane, che professò l'attività sportiva in Belgio.

## Carriera
Ha giocato 6 partite nella massima serie portoghese con la maglia dell'Olhanense.